# كلايف ويليام
كلايف ويليام (بالإنجليزية: Clive Hale)‏ هو صحفي أسترالي، ولد في 1937، وتوفي في 5 يونيو 2005.